# Agapostemon coloradinus
Agapostemon coloradinus är en biart som först beskrevs av Joseph Vachal 1903.  Agapostemon coloradinus ingår i släktet Agapostemon och familjen vägbin. Inga underarter finns listade i Catalogue of Life.

## Bildgalleri

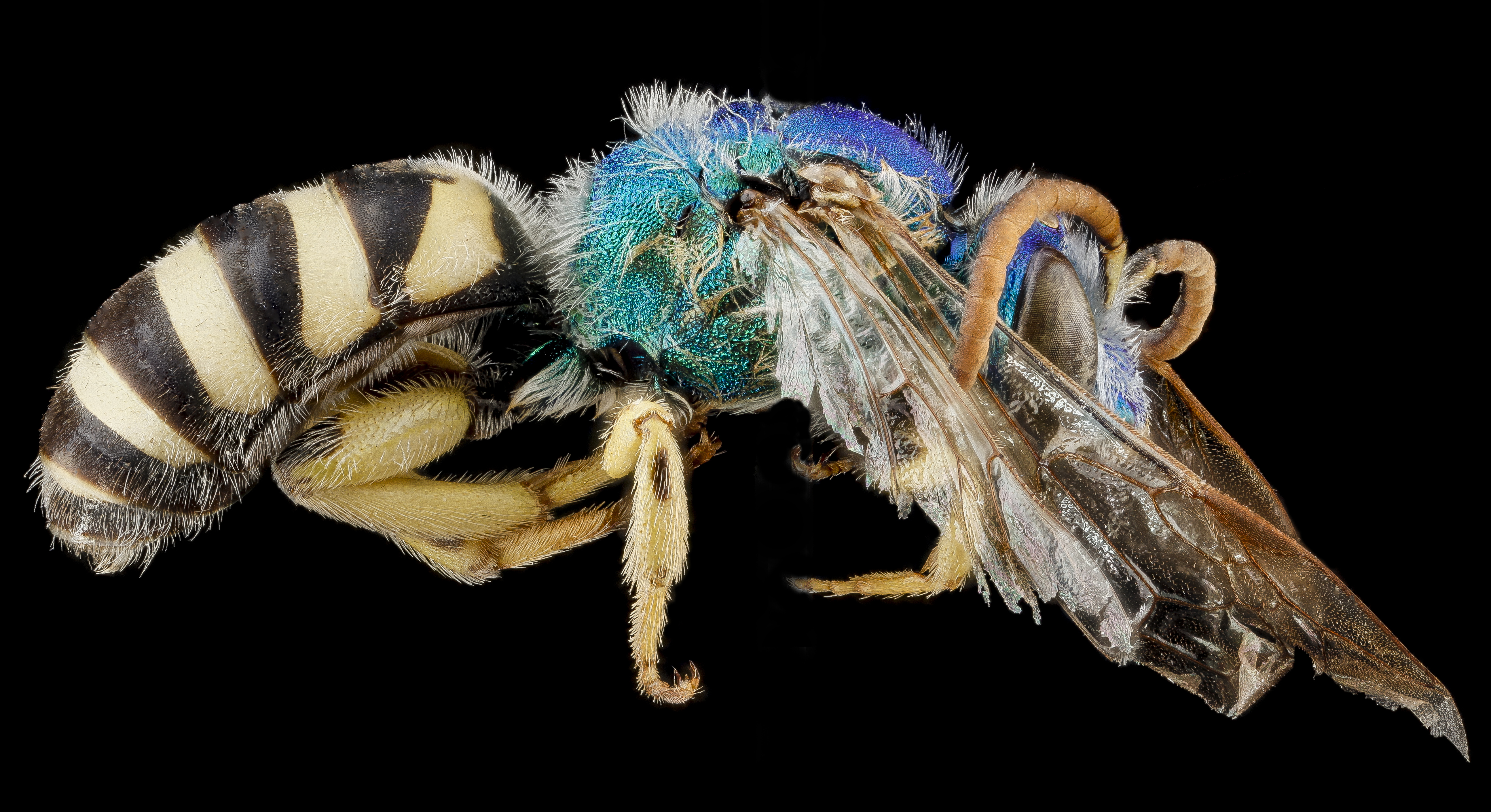
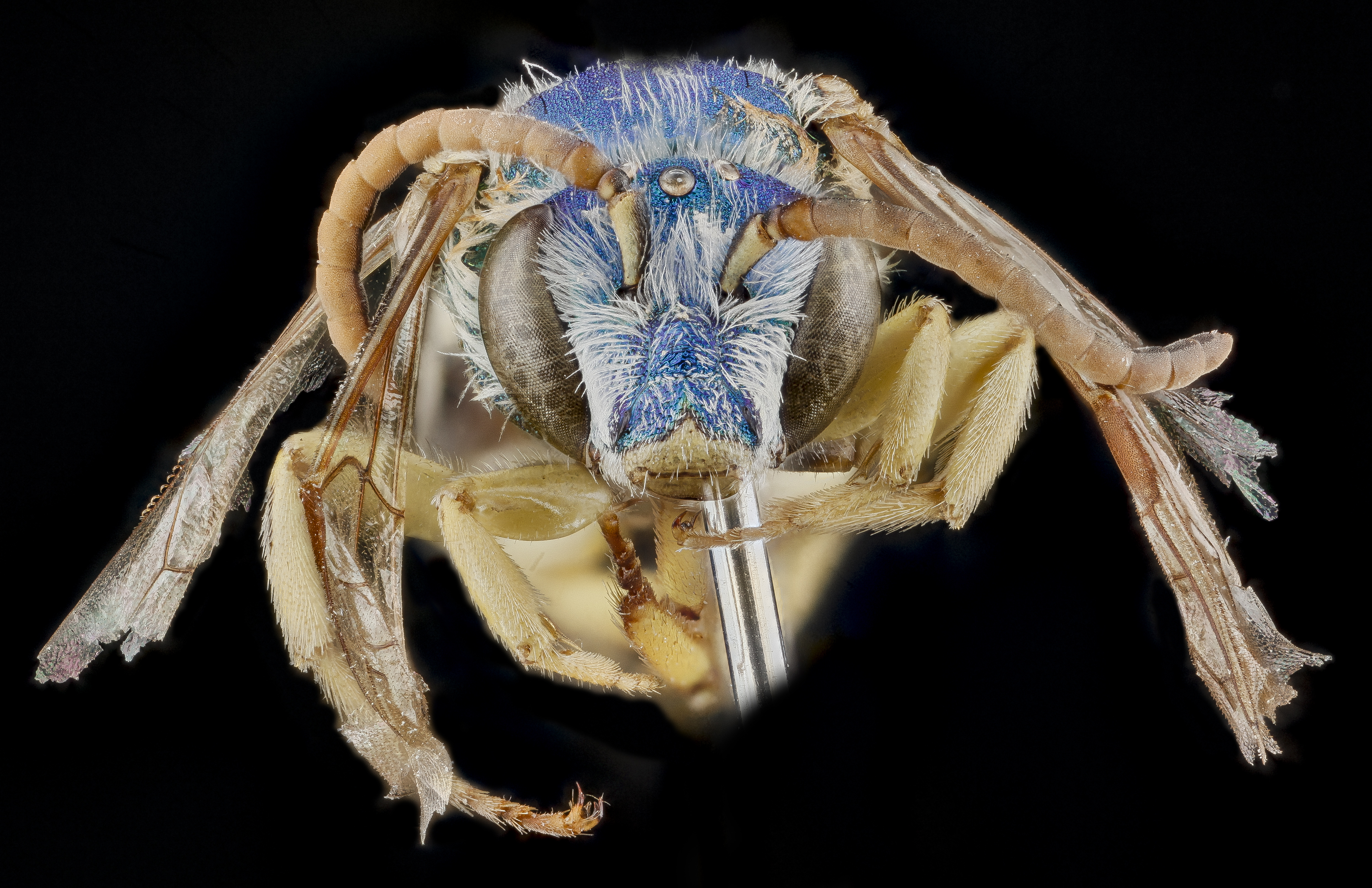